# 12号美国国道
12号美国国道（英語：U.S. Route 12）是一条东西方向的美国国道。该公路连接了密歇根州底特律和华盛顿州阿伯丁，全长2,484英里。